# Lanark (Illinois)
Lanark – miasto w Stanach Zjednoczonych, w stanie Illinois, w hrabstwie Carroll. Zostało założone w 1861 roku, a nazwę otrzymało od miasta Lanark w Szkocji. Według spisu ludności z 2020 roku, Lanark liczyło 1 373 mieszkańców.
Miasto znajduje się w północno-zachodniej części Illinois, na obszarach rolniczych, z gospodarką opartą głównie na rolnictwie oraz lokalnych usługach. W Lanark znajduje się szkoła średnia Eastland High School, obsługująca miasto i okoliczne tereny wiejskie. Miasto posiada niewielką sieć parków i obszarów rekreacyjnych, a także bibliotekę publiczną.
Lanark leży w strefie klimatu kontynentalnego, z ciepłymi latami i chłodnymi zimami, typowymi dla regionu Midwest w Stanach Zjednoczonych.